# Donja Studena
Donja Studena (en serbe cyrillique : Доња Студена) est un village de Serbie situé dans la municipalité de Niška Banja et sur le territoire de la ville de Niš, district de Nišava. Au recensement de 2011, il comptait 289 habitants.

## Démographie

### Évolution historique de la population
| 1948 | 1953 | 1961 | 1971 | 1981 | 1991 | 2002 | 2011 |
| ---- | ---- | ---- | ---- | ---- | ---- | ---- | ---- |
| 730  | 761  | 693  | 537  | 466  | 384  | 324  | 289  |

|  |